# Psydrax
Genre
Psydrax est un genre de plantes de la famille des Rubiaceae.

## Liste d'espèces
Selon Catalogue of Life (8 octobre 2017) :
- Psydrax acutiflora (Hiern) Bridson
- Psydrax ammophila S.T.Reynolds & R.J.F.Hend.
- Psydrax amplifolia (Elmer) A.P.Davis
- Psydrax ankotekonensis (Cavaco) A.P.Davis & Bridson
- Psydrax arnoldiana (De Wild. & T.Durand) Bridson
- Psydrax attenuata (R.Br. ex Benth.) S.T.Reynolds & R.J.F.Hend.
- Psydrax austro-orientalis (Cavaco) A.P.Davis & Bridson
- Psydrax banksii S.T.Reynolds & R.J.F.Hend.
- Psydrax bathieana (Cavaco) A.P.Davis & Bridson
- Psydrax bridsoniana Cheek & Sonké
- Psydrax calcicola (Craib) A.P.Davis
- Psydrax cymigera (Valeton) S.T.Reynolds & R.J.F.Hend.
- Psydrax dicoccos Gaertn.
- Psydrax dunlapii (Hutch. & Dalziel) Bridson
- Psydrax esirensis (Cavaco) A.P.Davis & Bridson
- Psydrax fasciculata (Blume) A.P.Davis
- Psydrax faulknerae Bridson
- Psydrax ficiformis (Hook.f.) Bridson
- Psydrax forsteri S.T.Reynolds & R.J.F.Hend.
- Psydrax fragrantissima (K.Schum.) Bridson
- Psydrax gilletii (De Wild.) Bridson
- Psydrax graciliflora (Merr. & L.M.Perry) S.T.Reynolds & R.J.F.Hend.
- Psydrax grandifolia (Thwaites) Ridsdale
- Psydrax graniticola (Chiov.) Bridson
- Psydrax horizontalis (Schumach. & Thonn.) Bridson
- Psydrax johnsonii S.T.Reynolds & R.J.F.Hend.
- Psydrax kaessneri (S.Moore) Bridson
- Psydrax kibuwae Bridson
- Psydrax kingii (Hook.f.) Bridson & Springate
- Psydrax kraussioides (Hiern) Bridson
- Psydrax lamprophylla (F.Muell.) Bridson
- Psydrax latifolia (F.Muell. ex Benth.) S.T.Reynolds & R.J.F.Hend.
- Psydrax laxiflorens S.T.Reynolds & R.J.F.Hend.
- Psydrax lepida S.T.Reynolds & R.J.F.Hend.
- Psydrax livida (Hiern) Bridson
- Psydrax locuples (K.Schum.) Bridson
- Psydrax longipes S.T.Reynolds & R.J.F.Hend.
- Psydrax longistyla (Merr.) A.P.Davis
- Psydrax lynesii Bullock ex Bridson
- Psydrax maingayi (Hook.f.) Bridson
- Psydrax manambyana (Cavaco) A.P.Davis & Bridson
- Psydrax manensis (Aubrév. & Pellegr.) Bridson
- Psydrax martini (Dunkley) Bridson
- Psydrax micans (Bullock) Bridson
- Psydrax moandensis Bridson
- Psydrax moggii Bridson
- Psydrax montana (Thwaites) Ridsdale
- Psydrax montigena S.T.Reynolds & R.J.F.Hend.
- Psydrax mutimushii Bridson
- Psydrax nitida (Craib) K.M.Wong
- Psydrax obovata (Klotzsch ex Eckl. & Zeyh.) Bridson
- Psydrax occidentalis (Cavaco) A.P.Davis & Bridson
- Psydrax odorata (G.Forst.) A.C.Sm. & S.P.Darwin
- Psydrax oleifolia (Hook.) S.T.Reynolds & R.J.F.Hend.
- Psydrax pallida S.T.Reynolds & R.J.F.Hend.
- Psydrax palma (K.Schum.) Bridson
- Psydrax paludosa S.T.Reynolds & R.J.F.Hend.
- Psydrax paradoxa (Virot) Mouly
- Psydrax parviflora (Afzel.) Bridson
- Psydrax pendulina S.T.Reynolds & R.J.F.Hend.
- Psydrax pergracilis (Bourd.) Ridsdale
- Psydrax polhillii Bridson
- Psydrax recurvifolia (Bullock) Bridson
- Psydrax reticulata (C.T.White) S.T.Reynolds & R.J.F.Hend.
- Psydrax richardsiae Bridson
- Psydrax rigidula S.T.Reynolds & R.J.F.Hend.
- Psydrax robertsoniae Bridson
- Psydrax saligna S.T.Reynolds & R.J.F.Hend.
- Psydrax sambiranensis (Cavaco) A.P.Davis & Bridson
- Psydrax schimperiana (A.Rich.) Bridson
- Psydrax sepikensis A.P.Davis
- Psydrax shuguriensis Bridson
- Psydrax splendens (K.Schum.) Bridson
- Psydrax suaveolens (S.Moore) S.T.Reynolds & R.J.F.Hend.
- Psydrax subcordata (DC.) Bridson
- Psydrax suborbicularis (C.T.White) S.T.Reynolds & R.J.F.Hend.
- Psydrax tropica S.T.Reynolds & R.J.F.Hend.
- Psydrax umbellata (Wight) Bridson
- Psydrax virgata (Hiern) Bridson
- Psydrax whitei Bridson

Selon ITIS (8 octobre 2017) :
- Psydrax odorata (G. Forst.) A.C. Sm. & S.P. Darwin

Selon NCBI (8 octobre 2017) :
- Psydrax cymigera
- Psydrax dicoccos
- Psydrax faulknerae
- Psydrax fragrantissima
- Psydrax kraussioides
- Psydrax lamprophylla
- Psydrax laxiflorens
- Psydrax livida
- Psydrax locuples
- Psydrax longipes
- Psydrax micans
- Psydrax nitida
- Psydrax obovata
- Psydrax odorata
- Psydrax paradoxa
- Psydrax parviflora
- Psydrax pergracilis
- Psydrax schimperiana

Selon The Plant List (8 octobre 2017) :
- Psydrax acutiflora (Hiern) Bridson
- Psydrax ammophila S.T.Reynolds & R.J.F.Hend.
- Psydrax amplifolia (Elmer) A.P.Davis
- Psydrax ankotekonensis (Cavaco) A.P.Davis & Bridson
- Psydrax arnoldiana (De Wild. & T.Durand) Bridson
- Psydrax attenuata (R.Br. ex Benth.) S.T.Reynolds & R.J.F.Hend.
- Psydrax austro-orientalis (Cavaco) A.P.Davis & Bridson
- Psydrax banksii S.T.Reynolds & R.J.F.Hend.
- Psydrax bathieana (Cavaco) A.P.Davis & Bridson
- Psydrax bridsoniana Cheek & Sonké
- Psydrax calcicola (Craib) A.P.Davis
- Psydrax cymigera (Valeton) S.T.Reynolds & R.J.F.Hend.
- Psydrax dicoccos Gaertn.
- Psydrax dunlapii (Hutch. & Dalziel) Bridson
- Psydrax esirensis (Cavaco) A.P.Davis & Bridson
- Psydrax fasciculata (Blume) A.P.Davis
- Psydrax faulknerae Bridson
- Psydrax ficiformis (Hook.f.) Bridson
- Psydrax forsteri S.T.Reynolds & R.J.F.Hend.
- Psydrax fragrantissima (K.Schum.) Bridson
- Psydrax gilletii (De Wild.) Bridson
- Psydrax graciliflora (Merr. & L.M.Perry) S.T.Reynolds & R.J.F.Hend.
- Psydrax grandifolia (Thwaites) Ridsdale
- Psydrax graniticola (Chiov.) Bridson
- Psydrax horizontalis (Schumach. & Thonn.) Bridson
- Psydrax johnsonii S.T.Reynolds & R.J.F.Hend.
- Psydrax kaessneri (S.Moore) Bridson
- Psydrax kibuwae Bridson
- Psydrax kingii (Hook.f.) Bridson & Springate
- Psydrax kraussioides (Hiern) Bridson
- Psydrax lamprophylla (F.Muell.) Bridson
- Psydrax latifolia (F.Muell. ex Benth.) S.T.Reynolds & R.J.F.Hend.
- Psydrax laxiflorens S.T.Reynolds & R.J.F.Hend.
- Psydrax lepida S.T.Reynolds & R.J.F.Hend.
- Psydrax livida (Hiern) Bridson
- Psydrax locuples (K.Schum.) Bridson
- Psydrax longipes S.T.Reynolds & R.J.F.Hend.
- Psydrax longistyla (Merr.) A.P.Davis
- Psydrax lynesii Bullock ex Bridson
- Psydrax maingayi (Hook.f.) Bridson
- Psydrax manambyana (Cavaco) A.P.Davis & Bridson
- Psydrax manensis (Aubrév. & Pellegr.) Bridson
- Psydrax martini (Dunkley) Bridson
- Psydrax micans (Bullock) Bridson
- Psydrax moandensis Bridson
- Psydrax moggii Bridson
- Psydrax montana (Thwaites) Ridsdale
- Psydrax montigena S.T.Reynolds & R.J.F.Hend.
- Psydrax mutimushii Bridson
- Psydrax nitida (Craib) K.M.Wong
- Psydrax obovata (Klotzsch ex Eckl. & Zeyh.) Bridson
- Psydrax occidentalis (Cavaco) A.P.Davis & Bridson
- Psydrax odorata (G.Forst.) A.C.Sm. & S.P.Darwin
- Psydrax oleifolia (Hook.) S.T.Reynolds & R.J.F.Hend.
- Psydrax pallida S.T.Reynolds & R.J.F.Hend.
- Psydrax palma (K.Schum.) Bridson
- Psydrax paludosa S.T.Reynolds & R.J.F.Hend.
- Psydrax paradoxa (Virot) Mouly
- Psydrax parviflora (Afzel.) Bridson
- Psydrax pendulina S.T.Reynolds & R.J.F.Hend.
- Psydrax pergracilis (Bourd.) Ridsdale
- Psydrax polhillii Bridson
- Psydrax recurvifolia (Bullock) Bridson
- Psydrax reticulata (C.T.White) S.T.Reynolds & R.J.F.Hend.
- Psydrax richardsiae Bridson
- Psydrax rigidula S.T.Reynolds & R.J.F.Hend.
- Psydrax robertsoniae Bridson
- Psydrax saligna S.T.Reynolds & R.J.F.Hend.
- Psydrax sambiranensis (Cavaco) A.P.Davis & Bridson
- Psydrax schimperiana (A.Rich.) Bridson
- Psydrax sepikensis A.P.Davis
- Psydrax shuguriensis Bridson
- Psydrax splendens (K.Schum.) Bridson
- Psydrax suaveolens (S.Moore) S.T.Reynolds & R.J.F.Hend.
- Psydrax subcordata (DC.) Bridson
- Psydrax suborbicularis (C.T.White) S.T.Reynolds & R.J.F.Hend.
- Psydrax tropica S.T.Reynolds & R.J.F.Hend.
- Psydrax umbellata (Wight) Bridson
- Psydrax virgata (Hiern) Bridson
- Psydrax whitei Bridson

Selon Tropicos (8 octobre 2017) (Attention liste brute contenant possiblement des synonymes) :
- Psydrax acutiflora (Hiern) Bridson
- Psydrax ammophila S.T. Reynolds & R.J.F. Hend.
- Psydrax amplifolia (Elmer) A.P. Davis
- Psydrax angustifolia A. Rich. ex DC.
- Psydrax ankotekonensis (Cavaco) A.P. Davis & Bridson
- Psydrax arnoldiana (De Wild. & T. Durand) Bridson
- Psydrax attenuata (R. Br. ex Benth.) S.T. Reynolds & R.J.F. Hend.
- Psydrax austro-orientalis (Cavaco) A.P. Davis & Bridson
- Psydrax banksii S.T. Reynolds & R.J.F. Hend.
- Psydrax bathieana (Cavaco) A.P. Davis & Bridson
- Psydrax bridsoniana Cheek & Sonké
- Psydrax calcicola (Craib) A.P. Davis
- Psydrax connata De Wild. & T. Durand
- Psydrax cymigera (Valeton) S.T. Reynolds & R.J.F. Hend.
- Psydrax dicoccos Gaertn.
- Psydrax dunlapii (Hutch. & Dalziel) Bridson
- Psydrax esirensis (Cavaco) A.P. Davis & Bridson
- Psydrax fasciculata (Blume) A.P. Davis
- Psydrax faulknerae Bridson
- Psydrax ficiformis (Hook. f.) Bridson
- Psydrax forsteri S.T. Reynolds & R.J.F. Hend.
- Psydrax fragrantissima Bridson
- Psydrax gilletii (De Wild.) Bridson
- Psydrax glabra (Kurz) Deb & M. Gangop.
- Psydrax graciliflora (Merr. & L.M. Perry) S.T. Reynolds & R.J.F. Hend.
- Psydrax grandifolia (Thwaites) Ridsdale
- Psydrax graniticola (Chiov.) Bridson
- Psydrax gynochthodes (Baill.) Arriola, Axel H., Alejandro & Yayen
- Psydrax horizontale Bridson
- Psydrax horizontalis (Schumach.) Bridson
- Psydrax huillensis Bridson
- Psydrax johnsonii S.T. Reynolds & R.J.F. Hend.
- Psydrax kaessneri (S. Moore) Bridson
- Psydrax kibuwae Bridson
- Psydrax kingii (Hook. f.) Bridson & Springate
- Psydrax kraussioides (Hiern) Bridson
- Psydrax lamprophylla (F. Muell.) Bridson
- Psydrax latifolia (F. Muell. ex Benth.) S.T. Reynolds & R.J.F. Hend.
- Psydrax laxiflorens S.T. Reynolds & R.J.F. Hend.
- Psydrax lepida S.T. Reynolds & R.J.F. Hend.
- Psydrax livida (Hiern) Bridson
- Psydrax locuples Bridson
- Psydrax longipes S.T. Reynolds & R.J.F. Hend.
- Psydrax longistyla (Merr.) A.P. Davis
- Psydrax lynesii Bridson
- Psydrax maingayi (Hook. f.) Bridson
- Psydrax major A. Rich.
- Psydrax manambyana (Cavaco) A.P. Davis & Bridson
- Psydrax manensis (Aubrév. & Pellegr.) Bridson
- Psydrax martinii (Dunkley) Bridson
- Psydrax media A. Rich. ex DC.
- Psydrax micans (Bullock) Bridson
- Psydrax moandensis Bridson
- Psydrax moggii Bridson
- Psydrax montana (Thwaites) Ridsdale
- Psydrax montigena S.T. Reynolds & R.J.F. Hend.
- Psydrax multiflora Arriola, Axel H. & Alejandro
- Psydrax mutimushii Bridson
- Psydrax nitida (Craib) K.M. Wong
- Psydrax obovata (Klotzsch ex Eckl. & Zeyh.) Bridson
- Psydrax occidentalis (Cavaco) A.P. Davis & Bridson
- Psydrax odorata (G. Forst.) A.C. Sm. & S.P. Darwin
- Psydrax oleifolia (Hook.) S.T. Reynolds & R.J.F. Hend.
- Psydrax pallida S.T. Reynolds & R.J.F. Hend.
- Psydrax palma (K. Schum.) Bridson
- Psydrax paludosa S.T. Reynolds & R.J.F. Hend.
- Psydrax paradoxa (Virot) Mouly
- Psydrax parviflora (Afzel.) Bridson
- Psydrax pendulina S.T. Reynolds & R.J.F. Hend.
- Psydrax pergracilis (Bourd.) Ridsdale
- Psydrax polhillii Bridson
- Psydrax recurvifolia (Bullock) Bridson
- Psydrax reticulata (C.T. White) S.T. Reynolds & R.J.F. Hend.
- Psydrax richardsiae Bridson
- Psydrax rigidula S.T. Reynolds & R.J.F. Hend.
- Psydrax robertsoniae Bridson
- Psydrax saligna S.T. Reynolds & R.J.F. Hend.
- Psydrax sambiranensis (Cavaco) A.P. Davis & Bridson
- Psydrax schimperiana (A. Rich.) Bridson
- Psydrax sepikensis A.P. Davis
- Psydrax shuguriensis Bridson
- Psydrax splendens (K. Schum.) Bridson
- Psydrax suaveolens (S. Moore) S.T. Reynolds & R.J.F. Hend.
- Psydrax subcordata (DC.) Bridson
- Psydrax suborbicularis (C.T. White) S.T. Reynolds & R.J.F. Hend.
- Psydrax tropica S.T. Reynolds & R.J.F. Hend.
- Psydrax umbellata (Wight) Bridson
- Psydrax virgata (Hiern) Bridson
- Psydrax whitei Bridson